# Drysdale River
Drysdale River är ett vattendrag i Australien. Det ligger i delstaten Western Australia, omkring 2 300 kilometer nordost om delstatshuvudstaden Perth.
Trakten runt Drysdale River består i huvudsak av gräsmarker. Trakten runt Drysdale River är nära nog obefolkad, med mindre än två invånare per kvadratkilometer. Genomsnittlig årsnederbörd är 1 394 millimeter. Den regnigaste månaden är januari, med i genomsnitt 385 mm nederbörd, och den torraste är juni, med 1 mm nederbörd.